# Șeica Mică
Șeica Mică – wieś w Rumunii, w okręgu Sybin, w gminie Șeica Mică. W 2011 roku liczyła 1064 mieszkańców.